# フアン (アストゥリアス公)

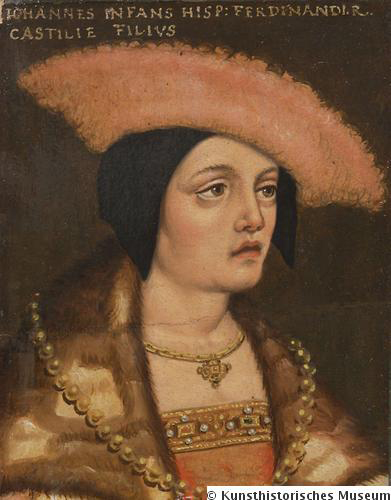
アストゥリアス公フアン（16世紀）

フアン・デ・アラゴン・イ・カスティーリャ（Juan de Aragón y Castilla）またはフアン・デ・トラスタマラ・イ・トラスタマラ（Juan de Trastámara y Trastámara, 1478年6月28日 - 1497年10月4日）は、カスティーリャ女王イサベル1世とアラゴン王フェルナンド2世の唯一の男子。両王の王位継承者としてアストゥリアス公、ジローナ公の称号を授けられていたが、王位継承を果たせずに早世した。

## 生涯
1497年に神聖ローマ皇帝マクシミリアン1世の娘マルグリット（スペイン語名：マルガリータ）と結婚した。前年の1496年にはフアンの妹フアナ（後のカスティーリャ女王）とマルグリットの兄フィリップ美公が結婚している。
結婚から間もなく、ポルトガル王マヌエル1世と再婚する姉イサベルの婚礼に際してポルトガルへ赴く途上、サラマンカで死去した。死因は結核であったと考えられている。フアンが死去した時、妻マルグリットは懐妊していたが、その後男子を死産した。
唯一の男子であったフアンの死と、その子の死産により、両王の王位継承権は長女である姉イサベルに移ったが、イサベルは1498年に王子ミゲル・ダ・パスを出産して間もなく死去し、ミゲルも2年後の1500年に夭逝した。そのため、両王の次女であるフアンの妹フアナを王位継承者として、嫁ぎ先のフランドルから呼び戻すことになった。

## 系譜
| フアン | 父: フェルナンド2世 (アラゴン王) （カスティーリャ王フェルナンド5世） | 祖父: フアン2世 (アラゴン王)       | 曽祖父: フェルナンド1世                   |
| フアン | 父: フェルナンド2世 (アラゴン王) （カスティーリャ王フェルナンド5世） | 祖父: フアン2世 (アラゴン王)       | 曽祖母: レオノール・デ・アルブルケルケ    |
| フアン | 父: フェルナンド2世 (アラゴン王) （カスティーリャ王フェルナンド5世） | 祖母: フアナ・エンリケス           | 曽祖父: ファドリケ・エンリケス[1]         |
| フアン | 父: フェルナンド2世 (アラゴン王) （カスティーリャ王フェルナンド5世） | 祖母: フアナ・エンリケス           | 曽祖母: マリアナ・デ・コルドバ            |
| フアン | 母: イサベル1世 (カスティーリャ女王)                                 | 祖父: フアン2世 (カスティーリャ王) | 曽祖父: エンリケ3世 (カスティーリャ王)[2] |
| フアン | 母: イサベル1世 (カスティーリャ女王)                                 | 祖父: フアン2世 (カスティーリャ王) | 曽祖母: カタリナ[3]                       |
| フアン | 母: イサベル1世 (カスティーリャ女王)                                 | 祖母: イサベル                     | 曽祖父: ジョアン(アヴェイロ公)[4]         |
| フアン | 母: イサベル1世 (カスティーリャ女王)                                 | 祖母: イサベル                     | 曽祖母: イザベル・デ・バルセロス[5]       |

- 妹：フアナ - フアンの死により、カスティーリャを継承する。
- 妹：カタリナ - ヘンリー8世 (イングランド王)妃（英語名：キャサリン）。

[1]はエンリケ2世 (カスティーリャ王)の弟ファドリケの子孫。
[3]は、ランカスター公ジョン・オブ・ゴーントと、ペドロ1世の次女コンスタンサの一人娘。よって、[2][3]の結婚は、[2]の祖父エンリケ2世 (カスティーリャ王)（トラスタマラ朝の祖）が異母弟で嫡出子のペドロ1世（ボルゴーニャ朝）から王位を簒奪しており（第一次カスティーリャ継承戦争）、両家の合一と和解という歴史的意義がある。
[4]はジョアン1世 (ポルトガル王)の王子で、兄にドゥアルテ1世やエンリケ航海王子、姉に、妻マルグリットの曾祖母であるイザベルがいる。また[4]たちの母はフィリッパは、[3]の異母姉である。
[5]はジョアン1世 (ポルトガル王)の庶子アフォンソ1世 (ブラガンサ公)の娘。よって[4]と[5]の結婚は叔姪婚となる。